# Campo de concentração de Hoeryong
O campo de concentração de Hoeryong (ou campo de concentração Haengyong; também conhecido como Campo 22) foi um campo de prisioneiros políticos na Coreia do Norte que, segundo informações, foi fechado em 2012. O nome oficial do campo era Kwalliso N.º 22. O campo era uma área de segurança máxima, completamente isolada do mundo exterior.
Em 2012, análises de imagens de satélite e relatórios indicaram grandes mudanças.

## Localização
O campo 22 era localizado no condado de Hoeryong, na província de Hamgyong Norte, no nordeste da Coreia do Norte, perto da fronteira com a China. Ele estava situado em um grande vale com muitos outros vales laterais, rodeado por montanhas entre 400–700 metros. O portão sudoeste do campo estava localizado a cerca de 7 quilômetros a nordeste do centro de Hoeryong, e o portão principal ficava a cerca de 15 quilômetros a sudeste de Kaishantun, Jilin, província da China. A fronteira ocidental do campo corria em paralelo a uma distância de 5 a 8 km a partir do rio Tumen, que faz fronteira com a China. O campo não havia sido incluído em mapas até recentemente, e o governo norte-coreano negava sua existência.

## História
O campo foi fundado por volta de 1965 em Haengyong-ri e expandiu-se para as áreas de Chungbong-ri e Sawul-ri na década de 1980 e 1990. O número de presos aumentou acentuadamente na década de 1990, quando três outros campos na província foram fechados e os prisioneiros foram transferidos para o Campo 22. O campo Kwan-li-so No. 11 (Kyongsong) foi fechado em 1989, Kwan-li-so No. 12 (Onsong) foi fechado em 1991 e Kwan- li-so No. 13 (Changpyong) em 1992.

## Descrição
O Campo 22 possuía cerca de 225 km² de área. Era cercado por uma cerca elétrica interna de 3 300 volts e uma cerca de arame farpado exterior, com armadilhas e pregos escondidos entre as duas cercas. O campo era controlado por cerca de 1 000 guardas e 500–600 agentes administrativos. Os guardas eram equipados com fuzis automáticos, granadas de mão e cães treinados.
Na década de 1990 haviam cerca de 50 000 prisioneiros no campo. Os prisioneiros eram, na sua maioria, pessoas que criticavam o governo, pessoas consideradas politicamente não confiáveis (como prisioneiros sul-coreanos de guerra, cristãos e os coreanos retornados do Japão) ou membros expurgados do partido sênior. Com base no princípio de culpa por associação (em coreano: 연좌제, yeonjwaje), eram muitas vezes presos juntamente com toda a família, incluindo crianças e idosos, e incluindo todas as crianças nascidas no campo. Todos os presos eram detidos até a morte; eles nunca foram libertados.
O campo era dividido em várias colônias de trabalho prisional:
- Haengyong-ri era a sede do campo com escritórios administrativo, uma fábrica de alimentos, uma fábrica de roupas, um centro de detenção, os quartos dos guardas e os quartos dos familiares dos prisioneiros.[2][20]
- Chungbong-ri era uma secção de mineração com uma mina de carvão, depósito de carga, estação ferroviária, quartos de prisioneiros individuais e dos guardas.[21]
- Naksaeng-ri, Sawul-ri, Kulsan-ri e Namsok-ri faziam parte de secções agrícolas com quartos de familiares dos prisioneiros.

Havia um local secreto de execução no vale Sugol, na borda do campo.

## Condições no campo
O ex-guarda Ahn Myong-chol descreveu as condições no campo como severas e com riscos de vida. Ele se lembra do choque que sentiu ao chegar no campo, onde comparou os prisioneiros a esqueletos ambulantes, anões e aleijados em trapos. Ahn estimou que cerca de 30% dos presos tinham deformidades como orelhas arrancadas, ferimentos nos olhos, narizes tortos e rostos cobertos com cortes e cicatrizes resultantes de espancamentos e outros maus-tratos. Segundo ele, cerca de 2 000 prisioneiros tinham membros faltando. Mesmo os prisioneiros que precisavam de muletas para andar ainda eram forçados a trabalhar.
Os presos recebiam 180g de milho por refeição (duas vezes ao dia), quase sem vegetais e sem carne. A única carne em suas dietas eram de ratos, cobras, sapos ou até insetos, que eles mesmos pegavam. Ahn estimou que 1 500 a 2 000 pessoas morriam de desnutrição todos os anos, principalmente crianças.
As crianças recebiam uma educação muito básica. A partir dos 6 anos já eram designadas para trabalhos como colher legumes, descascar milho ou secar arroz, mas recebiam muito pouca comida – apenas 360g ao dia. Consequentemente, muitas crianças morriam antes dos dez anos de idade. Prisioneiros idosos tinham os mesmos requisitos de trabalho que outros adultos. Prisioneiros gravemente doentes eram colocados em quarentena, abandonados e deixados para morrer.
Prisioneiros individuais moravam em abrigos com 100 pessoas em um quarto. Como recompensa por ter feito um bom trabalho, muitas vezes as famílias podiam morar juntas em um único quarto dentro de uma casa pequena, sem água corrente. As casas estavam em más condições; paredes eram feitas de barro e normalmente tinham muitas rachaduras. Todos os presos tinham acesso apenas a banheiros públicos sujos e lotados. Os prisioneiros tinham que fazer um trabalho físico duro na agricultura, mineração e dentro das fábricas das 17:00 às 20:00. (19:00 no inverno), seguido de reeducação ideológica e sessões de autocrítica. O Dia de Ano Novo era o único feriado para os prisioneiros. As minas não eram equipadas com medidas de segurança e, segundo Ahn, os prisioneiros eram mortos quase todos os dias. Os prisioneiros podiam usar apenas ferramentas primitivas, como pás e picaretas, e eram forçados a trabalhar até a sua exaustão. Se ocorresse um incêndio ou um túnel desabasse, os prisioneiros eram simplesmente abandonados dentro das minas e deixados para morrer. Kwon Hyuk, um ex-oficial de segurança do Campo 22, relatou que os cadáveres eram carregados em carruagens juntamente com o carvão para serem queimados em um forno de fusão. O carvão era entregue à usina de Chongjin, bem como às usinas de aço de Chongjin e Kimchaek, enquanto o alimento era entregue à Agência de Segurança do Estado ou vendido em Pyongyang e em outras partes do país.

## Violação dos direitos humanos
Ahn explicou que é ensinado aos guardas do campo que os prisioneiros são faccionistas e inimigos da classe e que precisam ser destruídos como ervas daninhas, até as raízes. Os guardas são instruídos a considerarem os presos escravos e não os tratarem como seres humanos. Com base nisso, os guardas podiam a qualquer momento matar qualquer prisioneiro que não obedecesse suas ordens. Kwon relatou que, como oficial de segurança, ele poderia decidir se mataria ou não um prisioneiro se ele violasse alguma regra. Ele admitiu que uma vez ordenou a execução de 31 pessoas de cinco famílias em um castigo coletivo porque um membro de uma família tentou escapar.
Na década de 1980, as execuções públicas ocorriam aproximadamente uma vez por semana, de acordo com Kwon. No entanto, Ahn relatou que, nos anos 90, estas execuções passaram a ser secretas, pois os guardas de segurança temiam tumultos na multidão reunida. Kwon foi obrigado a visitar o local de execução secreto várias vezes; lá, ele viu corpos desfigurados e esmagados.
No caso de violações graves das regras do campo, os prisioneiros eram submetidos a um processo de investigação, este processo gerava violações dos direitos humanos como refeições reduzidas, tortura, espancamentos e assédio sexual. Além disso, havia um centro de detenção; devido aos maus-tratos, muitos prisioneiros morriam em detenção e deixavam o prédio incapacitado.
Ahn e Kwon relataram sobre os seguintes métodos de tortura usados em Haengyong-ri:
- Tortura na água: O prisioneiro deve ficar na ponta dos pés em um tanque cheio de água até o nariz por 24 horas.[47]
- Tortura pendurado: O prisioneiro é despido e pendurado de cabeça para baixo para ser violentamente espancado.[48]
- Tortura do quarto-caixa: O prisioneiro é detido em uma cela solitária muito pequena, na qual mal há espaço para sentar. Não era possível ficar de pé ou deitar. O prisioneiro ficava no quarto-caixa por três dias ou uma semana.[47]
- Tortura de ajoelhamento: O prisioneiro deve se ajoelhar com uma barra de madeira inserida perto dos joelhos para impedir a circulação sanguínea. Depois de uma semana, o prisioneiro não consegue mais andar e pode ter chances de morrer alguns meses depois.[7]
- Tortura do pombo: O prisioneiro é amarrado à parede com as duas mãos a uma altura de 60 cm, ficando na posição agachada por muitas horas[49] ou dias.[50]

Os presos eram espancados todos os dias se, por exemplo, não se curvassem com rapidez ou na altura necessária diante os guardas, se não se esforçassem o suficiente ou se não obedecessem com rapidez. Era uma prática frequente os guardas usarem prisioneiros como alvos de artes marciais. O estupro e a violência sexual eram muito comuns no campo. As mulheres prisioneiras sabiam que podiam ser facilmente mortas se resistirem às exigências dos agentes de segurança.
Ahn relatou que centenas de prisioneiros eram levados anualmente para vários “grandes projetos de construção”, como túneis secretos, bases militares ou instalações nucleares em áreas remotas. Esses prisioneiros nunca voltaram ao campo. Ahn acredita que eles foram mortos secretamente depois de terminar as obras para manter o sigilo desses projetos.

## Experimentação humana
Kwon relatou sobre experiências em humanos realizadas em Haengyong-ri. Ele descreveu uma câmara de vidro selada com 3,5 m de largura, 3 m de comprimento e 2,2 m de altura, onde testemunhou uma família com duas crianças morrendo como "sujeitos de teste" de um gás asfixiante. Ahn explicou como oficiais médicos inexperientes do hospital de Chungbong-ri praticavam suas técnicas de cirurgia em prisioneiros. Ele ouviu numerosos relatos de operações desnecessárias e falhas médicas, matando ou incapacitando permanentemente prisioneiros.

## Relatórios sobre fome em massa e fechamento
Imagens de satélite do final de 2012 mostraram o centro de detenção e algumas das torres de guarda sendo demolidas, mas todas as outras estruturas pareciam operacionais. Foi relatado que 27 000 prisioneiros morreram de fome em pouco tempo e os 3 000 prisioneiros sobreviventes foram transferidos para o campo de concentração de Hwasong entre março e junho de 2012. Também foi relatado que o campo foi fechado em junho, os vigilantes removeram vestígios de instalações de detenção até o mês de agosto e, em seguida, os mineiros da mina de Kungsim e agricultores de Saebyol e Undok foram transferidos para a área do campo. De acordo com outro relatório, as autoridades decidiram fechar o campo para cobrir seus rastros após uma deserção ocorrida.

## Ex-guardas/prisioneiros (testemunhas)
- Ahn Myong-chol (1990 — 1994 no Campo 22) foi um guarda da prisão e motorista no campo. Em 1987 ele foi um guarda penitenciário em Kwan-li-so No. 11 (Kyongsong) e em 1987–1990 em Kwan-li-so No. 13 (Changpyong).[7][51]
- Kwon Hyok (1987 — 1990 no Campo 22) foi um oficial de segurança no campo. Ele desertou seis anos depois, quando trabalhou como adido militar em Pequim.[40]